# Bandiera olimpica

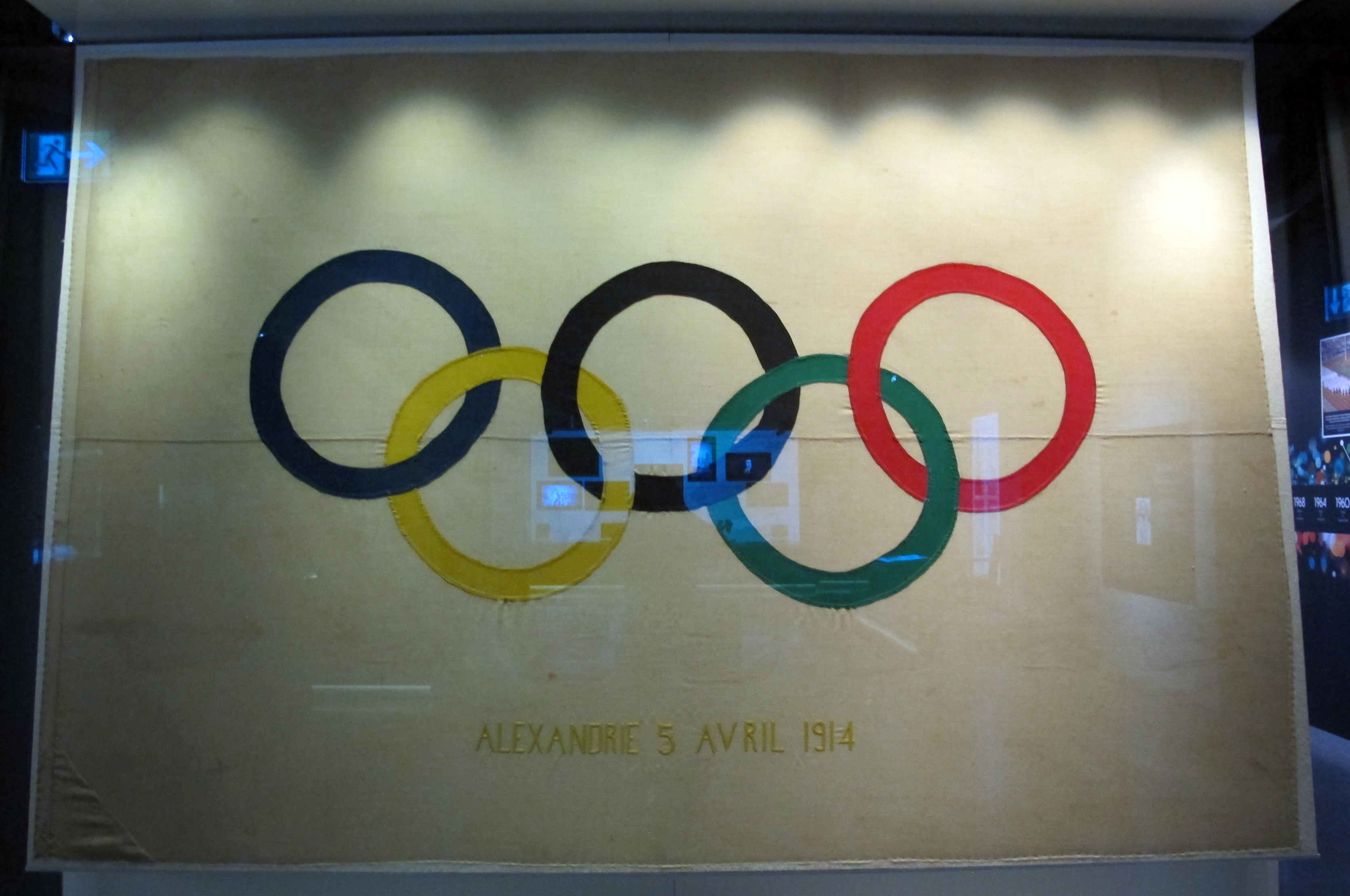
La prima versione della bandiera olimpica esposta al Museo Olimpico di Losanna

La bandiera olimpica è formata da cinque cerchi su fondo bianco. Essi sono il simbolo più noto e immediato del movimento olimpico, e vengono universalmente associati alle Olimpiadi.

## Il significato

I comitati olimpici

De Coubertin, l'ideatore della bandiera olimpica, nella Rivista Olimpica del 1913, spiegò che i cinque anelli si riferiscono ai cinque continenti abitati e che i sei colori (compreso il fondo bianco) sono quelli presenti nelle bandiere di tutto il mondo.
(Pierre de Coubertin, 1931)

Secondo l'attuale interpretazione ufficiale del Comitato Olimpico Internazionale il vessillo simboleggia l'unione dei continenti e dunque l'universalità dei giochi. Il Preambolo della Carta Olimpica recita infatti: 
(Olympic charter, pag. 8)
Sino al 1951, sul Manuale Olimpico Ufficiale era riportata un'associazione tra colori dei cerchi e continenti. L'associazione non compare però nei manuali successivi e dunque non è più ufficiale, tuttavia essa è ancora viva nel sentire comune e anche la Carta Olimpica recita che i cinque anelli rappresentano l'unione dei cinque continenti abitati; la corrispondenza tra continenti e colori più diffusa è la seguente: l'Africa è rappresentata dal nero, l'America dal rosso, l'Asia dal giallo, l'Europa dal verde, l'Oceania dal blu. A volte l'Europa è invece associata al blu, per influenza della bandiera dell'Unione europea, e conseguentemente l'Oceania al verde.

## La storia
I cinque cerchi olimpici apparvero per la prima volta nel 1913 nell'intestazione di una lettera scritta da De Coubertin. Li aveva disegnati e colorati lui stesso. Sempre quell'anno il nuovo simbolo venne descritto nel numero di agosto della Rivista Olimpica.
I cinque cerchi e la bandiera olimpica (un'altra idea di De Coubertin) furono presentati ufficialmente al Congresso Olimpico di Parigi nel 1914. Gli ideali di universalità e fratellanza simboleggiati dai cinque cerchi erano una proposta molto innovativa per l'epoca, l'inizio del XX secolo, in un clima mondiale sempre più teso e segnato da forti nazionalismi. Pochi mesi dopo scoppiò la prima guerra mondiale: il conflitto impedì lo svolgimento delle Olimpiadi del 1916 e quindi si dovette aspettare fino al 1920 per vedere sventolare la bandiera coi cinque cerchi in uno stadio olimpico.
I cinque cerchi comparvero per la prima volta sulle medaglie olimpiche nell'Olimpiade del 1924 a Parigi, ma ciò non divenne un uso consolidato nei Giochi olimpici estivi fino al 1976 a Montreal. Nella storia dei Giochi olimpici invernali, invece, le medaglie hanno sempre avuto l'effigie dei cinque cerchi. Seguendo il crescente successo di pubblico delle Olimpiadi, aumentarono anche le applicazioni del simbolo dei cinque cerchi. Nel 1924 apparvero i primi gadget con i cerchi olimpici, nell'Olimpiade invernale del 1928 il primo manifesto con la bandiera olimpica e nell'edizione estiva dello stesso anno i primi francobolli con i cinque cerchi.
Nel 1920, durante i Giochi olimpici di Anversa, la bandiera olimpica fu rubata dal pennone sul quale era stata issata ufficialmente per la prima volta e se ne persero le tracce per decenni. Soltanto nel 1997 l'autore del furto (che aveva ormai superato i 100 anni di età) si autodenunciò restituendo la bandiera all'allora presidente del CIO, Juan Antonio Samaranch, durante le Olimpiadi di Sydney 2000. L’autore del furto fu Haig "Harry" Prieste, atleta americano di origine armena che partecipò alle Olimpiadi di Anversa come membro della rappresentativa statunitense. 
Prieste, che nel corso dei Giochi aveva vinto un bronzo nella specialità tuffi dalla piattaforma, e il suo amico, il famoso nuotatore Duke Kahanamoku (vincitore di due ori nello stile libero), si inventarono un'insolita sfida: avrebbe vinto chi dei due fosse riuscito a rubare la bandiera olimpica e su quel pennone si arrampicarono per prenderla gli stessi Prieste e Kahanamoku. I due furono però scoperti da un poliziotto che provò ad inseguirli, ma ai due atleti ci volle poco per seminare l'inseguitore in divisa. Ritornata in possesso del Comitato olimpico internazionale, la bandiera rubata è stata esposta al Museo olimpico di Losanna. All'ex atleta il presidente del CIO Samaranch ha regalato una medaglia commemorativa olimpica in una scatola.

## Uso
Attualmente l'uso dei cinque cerchi è strettamente regolamentato dal CIO. Di regola possono essere usati:
- Come parte dei loghi e dei segni distintivi dei Comitati Olimpici nazionali (il CONI in Italia) e dei Comitati Organizzatori dei Giochi Olimpici;
- Dalla città di Losanna, in Svizzera, che, in quanto sede del CIO, può esser definita con il titolo di "città olimpica";
- Da quelle città che, dopo aver presentato una candidatura olimpica, sono entrate nella short-list;
- Dai network radiotelevisivi che hanno ottenuto i diritti di trasmissione;
- Dagli sponsor e partner del CIO.